# Statsrådet (Norge)
I Norge är Statsrådet benämningen på de sammanträden som hålls av Norges regering. Enligt Norges grundlag utses och entledigas Norges statsminister av Konungen. Statsministern och statsråden är i formell mening endast den norske konungens rådgivare, men på dessa vilar hela det politiska ansvaret och konungen själv kan aldrig lastas eller åläggas ansvar för regeringens handlande. Det finns två typer av regeringssammanträden ”i statsråd”:
1. Konungen i statsråd är ett regeringssammanträde i konselj där konungen är närvarande.
2. Möte i statsråd är ett vanligt regeringssammanträde i ministerkollegiet utan konungens närvaro.

Sammanträden där konungen är närvarande hålls på Kungliga slottet i Oslo, och då ges kunglig sanktion till Stortingets beslut så att dessa kan vinna laga kraft.
På motsvarande sätt som i Sverige tituleras de enskilda ledamöterna (ministrar) för statsråd. Utgångspunkten är att varje regeringsdepartement har en chef som betraktas som ett politiskt statsråd. Statsrådens arbetsuppgifter är politiska, men till arbetsuppgifterna hör också de administrativa ledningsuppdragen som administrativ chef och verklig departementschef. I Regjeringsinstruksen sägs att departementscheferna ansvarar för att en vederbörlig behandling sker av varje ärende som inkommer till deras departement och att departementscheferna svarar inför statsministern.

## Sammansatt statsråd (historisk inrättning)
När på den svensk-norska unionens tid frågor, som rörde bägge rikena, behandlades i norskt eller svenskt statsråd, skulle i det förra tre norska och i det senare tre svenska statsråd enligt Riksakten ha plats. Det kallades för sammansatt statsråd; det försvann med unionsupplösningen 1905. 
Sammansatt statsråd hölls normalt sett i Stockholm eftersom unionsmonarken residerade där, och det fanns därför ständigt en permanent norsk statsrådsdelegation närvarande vid det Norska Ministerhotellet. Statsrådsdelegationen leddes av en norsk statsminister, men detta uppdrag som statsminister innebar inte en roll som regeringschef. Chef för den norska regeringen i Oslo var istället riksståthållaren som var en kunglig ämbetsman av svensk eller norsk nationalitet, vilken biträddes av ett norskt førstestatsråd. När kungen själv närvarade vid regeringssammanträden i Oslo, ställdes ståthållaren åt sidan och monarken var statsrådets ordförande. Dessutom kunde kronprinsen eller dennes äldste son utses till vicekung och var då ordförande i statsrådet när kungen inte var närvarande, men eftersom denna post stipulerade att vicekungen också skulle bo i Norge var den endast sporadiskt tillsatt.
Efter att ämbetet som riksståthållare avskaffats 1873 inrättades ytterligare en post som statsminister vilken i Oslo var ordförande vid möte i statsråd, medan statsministern i Stockholm deltog i konselj under kungens ledning, det vill säga Konungen i statsråd.